# London Borough of Bexley
Der London Borough of Bexley [ˈbɛksli] ist ein Stadtbezirk von London. Er liegt im Osten der Stadt. Bei der Gründung der Verwaltungsregion Greater London im Jahr 1965 entstand er aus folgenden Gemeinden der Grafschaft Kent: Municipal Borough of Bexley, Municipal Borough of Erith, Crayford Urban District und ein Teil des Chislehurst and Sidcup Urban District.

## Stadtteile
- Albany Park
- Barnehurst
- Barnes Cray
- Belvedere
- Bexley
- Bexleyheath *
- Blackfen
- Blendon
- Bostall
- Bridgen
- Coldblow
- Crayford
- Crook Log
- East Wickham
- Erith *
- Falconwood
- Foots Cray
- Lamorbey
- Lessness Heath
- Longlands
- May Place
- North Cray
- North End
- Northumberland Heath
- Ruxley
- Sidcup
- Slade Green
- Thamesmead *
- Upper Belvedere
- Upton
- Welling
- West Heath *

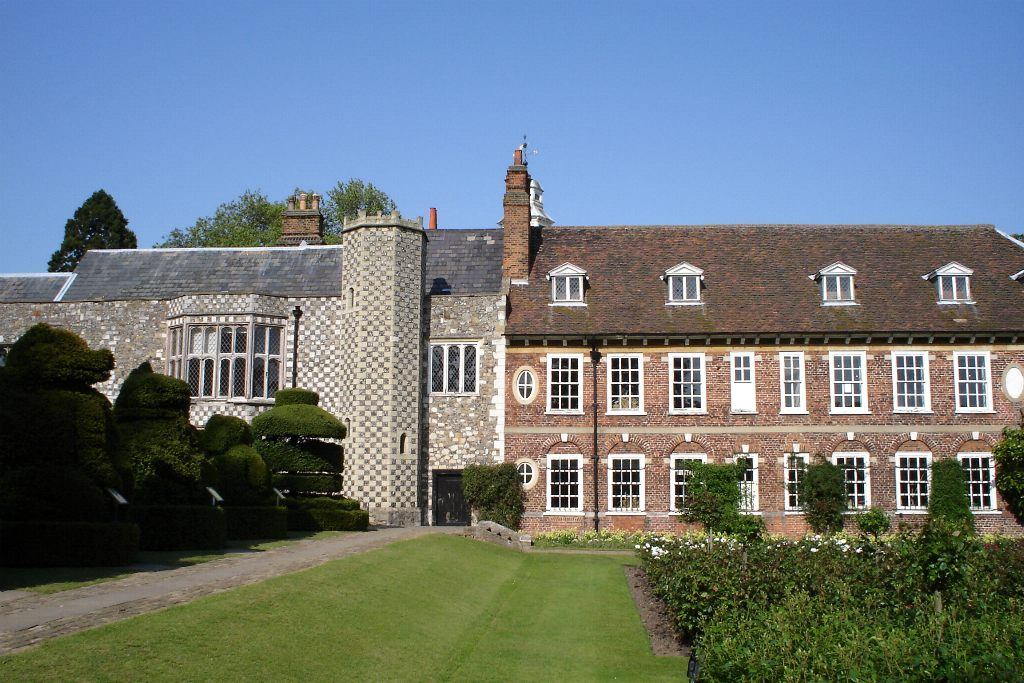
HallPlace

* - Zu entsprechenden Stadtteilen gibt es noch keine eigenen Artikel.

## Wahlkreise
- Wahlkreis Bexleyheath and Crayford

## Persönlichkeiten
- James Beadle (* 2004), Torwart
- Stephanie Brind (* 1977), Squashspielerin
- Kate Bush (* 1958), Sängerin und Komponistin
- Wendy Cope (* 1945), Dichterin
- Boy George (* 1961), Sänger, DJ
- Colin Gill (1892–1940), Maler
- Jacqueline Jossa (* 1992), Schauspielerin
- Robert Knox (1989–2008), Schauspieler
- Joseph Lister, 1. Baron Lister (1827–1912), Mediziner
- Colin Seeley (1936–2020), Motorradrennfahrer und Motorradhersteller

## Städtepartnerschaften
- Arnsberg in Deutschland
- Évry in Frankreich